# Zeeuws-Vlaanderen

Bevolkingspiramide

Zeeuws-Vlaanderen (toegelaten spelling Zeeuwsch-Vlaanderen, Zeeuws en West-Vlaams: Zeêuws-Vlaonderen) is het zuidelijkste gedeelte van de Nederlandse provincie Zeeland en het enige gedeelte van die provincie dat niet aan minstens drie zijden door water wordt omsloten. Het is ook het noordelijkste gedeelte van het historische graafschap Vlaanderen. Het ligt ten zuiden van de Westerschelde (of Honte) en wordt begrensd door de Belgische provincies West-Vlaanderen en Oost-Vlaanderen.

## Geografie
Zeeuws-Vlaanderen is te verdelen in een oostelijk en een westelijk deel, vroeger gescheiden door de Braakman, een (grotendeels ingepolderde) oude zeearm. Langs het kanaal Gent-Terneuzen liggen de plaatsen Terneuzen, Sluiskil, en Sas van Gent met vroeger florerende industriële bedrijvigheid.

Aan beide uiteinden van het gebied liggen belangrijke natuurgebieden: westelijk het Zwin, op de grens met België, en oostelijk het Verdronken Land van Saeftinghe.

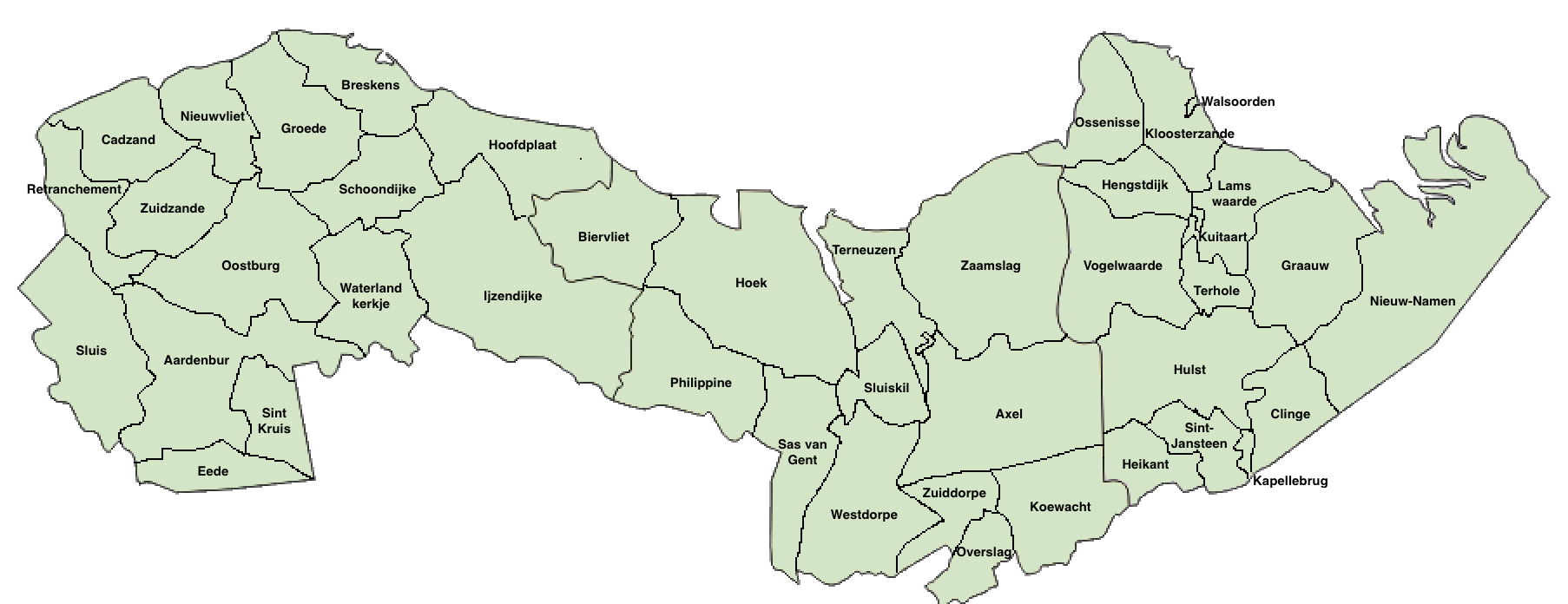
Kaart van stads- en dorpskernen in Zeeuws-Vlaanderen, inclusief buitengebied.

Na de gemeentelijke herindeling van 1 januari 2003 (zie gemeenten in Zeeuws-Vlaanderen), bestaat Zeeuws-Vlaanderen uit drie gemeenten: Sluis, Terneuzen en Hulst.
- De gemeente Sluis, in het westen, ligt aan de Noordzee en is voor strandvakanties geliefd bij toeristen. Cadzand en Breskens zijn de bekendste badplaatsen. De stranden van Nieuwvliet en Groede met zijn naaktstrand blinken uit door hun ongereptheid. Vooral de oude vestingstad Sluis, met het enige belfort van Nederland, en de oudste stad van Zeeland Aardenburg zijn erg geliefd.

- De gemeente Terneuzen ligt in het midden van Zeeuws-Vlaanderen en omzoomt het industriële kanaal van Gent naar Terneuzen. Terneuzen is de belangrijkste stad van Zeeuws-Vlaanderen, waar zich de meeste centrale voorzieningen bevinden. Een attractie is het, vooral door Vlamingen, drukbezochte mosselstadje Philippine.

- De gemeente Hulst in het oosten profileert zich als de "meest Vlaamse stad" van Nederland. Vooral de onvervalst Vlaamse levensstijl van de vestingstad Hulst heeft aantrekkingskracht op Vlaamse toeristen.

Zeeuws-Vlaanderen is met een bevolkingsdichtheid van 147 inwoners per km² een dunbevolkte regio voor Nederlandse begrippen. Het is een stuk dunner bevolkt dan de Vlaamse provincies ten zuiden van het gebied. Qua oppervlakte maakt het ca. 40% van de provincie Zeeland uit.
Interessant is dat de grens tussen Zeeuws-Vlaanderen en België vrijwel gelijkloopt met de fysisch geografische verschillen in de ondergrond. Zo bestaat Zeeuws-Vlaanderen vooral uit kleigrond en wordt de bodem aan de Belgische kant duidelijk zandiger.

## Geschiedenis
Aardenburg, de oudste stad van Zeeland, was in de 1e en 2e eeuw een Romeinse legerplaats (castellum) en kreeg in 1187, als een van de eerste steden in de Nederlanden, stadsrechten. Tussen Aardenburg en Oudenburg lag de Romeinse weg waaraan halverwege Brugge ontstond.
Het huidige Zeeuws-Vlaanderen maakte tot rond het jaar 1600 deel uit van het graafschap Vlaanderen met als belangrijkste plaatsen Hulst (stadsrecht 1180) en Sluis (stadsrecht 1290). Sluis was tot in de 16e eeuw hoofdplaats van het Vrije van Sluis, en Hulst was hoofdplaats van Hulster Ambacht; een van de Vier Ambachten. Sluis behoorde, in de 15e eeuw, met bijna 10.000 inwoners rond 1472, tot de grotere steden van de Nederlanden. Het stadhuis van Sluis uit tweede helft 14e eeuw, met belforttoren, is het oudste in zijn oorspronkelijke vorm gebleven raadhuis van Nederland. Vanaf 1387 tot ongeveer 1487 was Sluis de belangrijkste Bourgondische vloothaven.

Zeeuws-Vlaanderen diende als frontlijn in de Tachtigjarige Oorlog. Na de Nederlandse onafhankelijkheid werd het tot 1795 als Staats-Vlaanderen bestuurd door de Staten Generaal van de Noordelijke Nederlanden. De rechtspraak in Staats-Vlaanderen was in handen van de in 1599 in Middelburg opgerichte en zetelende Raad van Vlaanderen. 

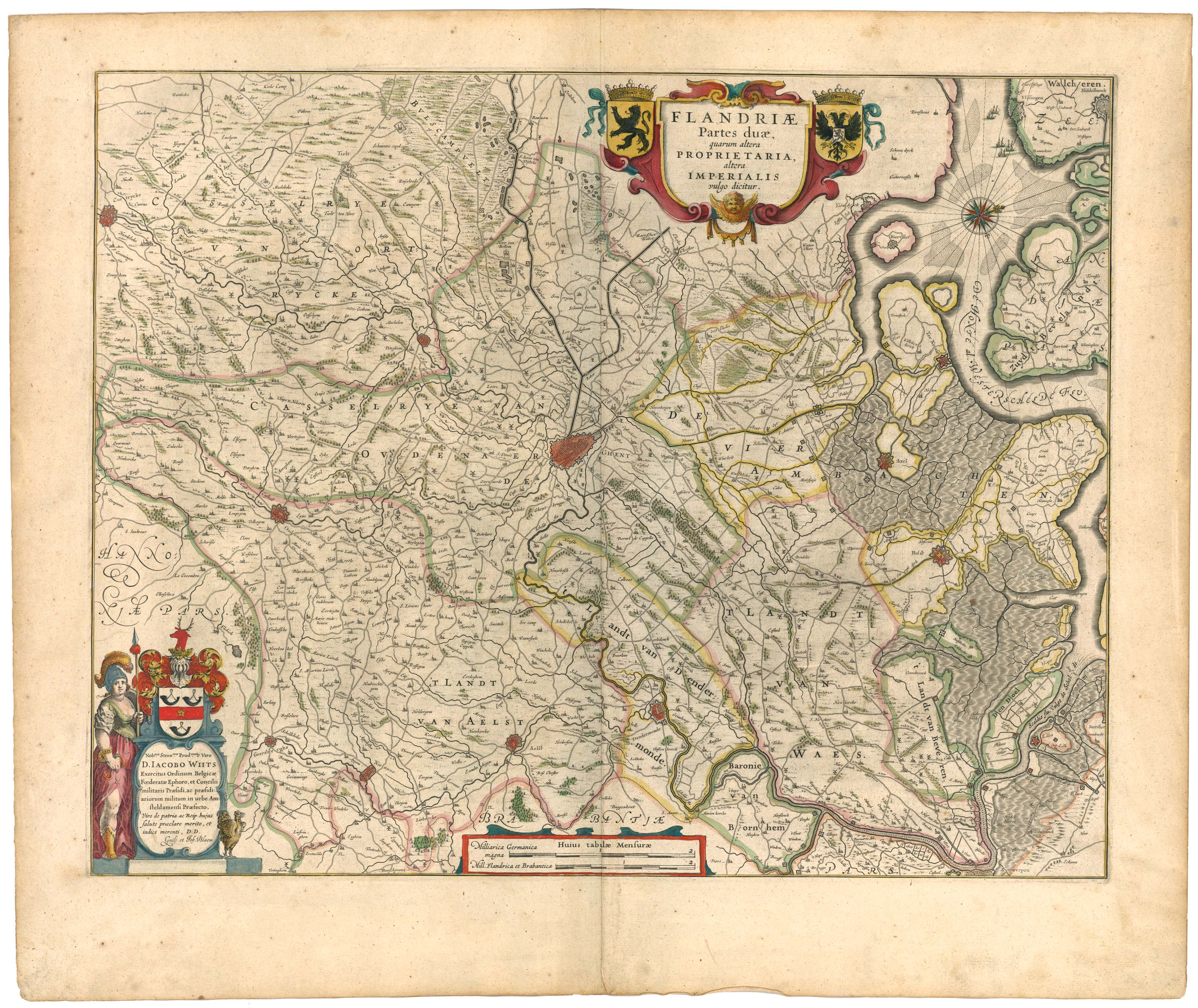
Zeeuws-Vlaanderen met deel Vlaanderen op kaart uit 1645. Gemaakt door Blaeu

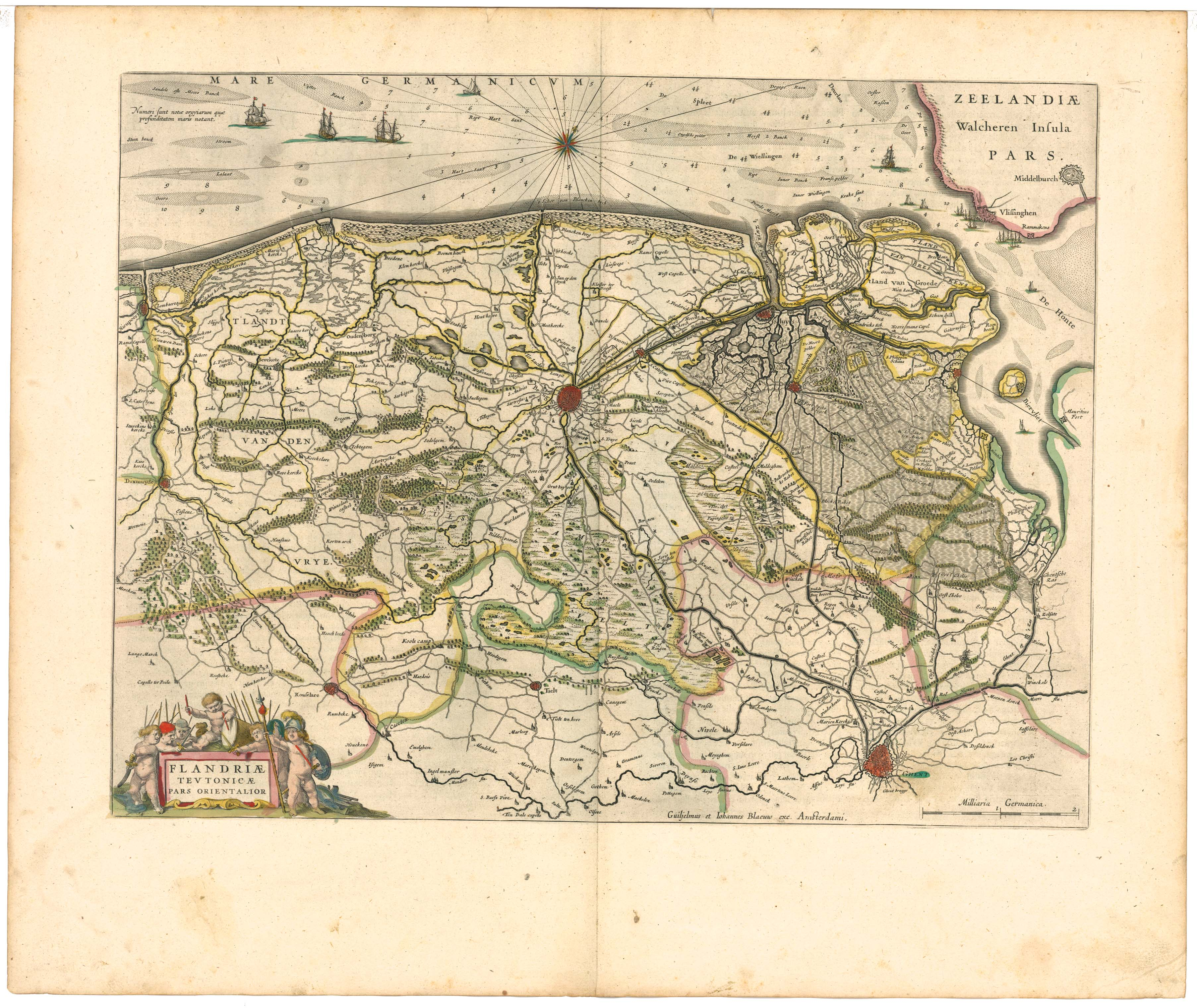
West-Zeeuws-Vlaanderen op een kaart uit 1645. Gemaakt door Blaeu

Terneuzen, Zaamslag en Axel lagen oorspronkelijk op eilanden, die vanuit Middelburg bestuurd werden. Dit deel van de streek heeft daardoor een sterk calvinistisch karakter. Bij Zaamslagveer begon het eigenlijke vasteland aan de oostzijde, het land van Hulst. Aan de noordzijde van dit deel ligt de Fortendijk. Tijdens de tachtig-jarige oorlog lagen daar de Spanjaarden in vele burchten langs de dijk. Wat nog altijd te herkennen is aan die dijk.
Het gebied rond Axel, Zaamslag, Terneuzen, Hoek en Biervliet werd als 'committimus' vanuit Middelburg door de staten van Zeeland bestuurd. De rest van het uiteindelijk veroverde gebied - ten zuiden van de oude fortendijk - werd een generaliteitsland: Staats-Vlaanderen. Dit deel van de streek ten zuiden van de fortendijk heeft nog steeds een sterk katholiek karakter. Er werd niet bekeerd, en zo kon de bevolking daar katholiek blijven. Zo is er een Sint-Willibrordusbasiliek in Hulst, en is er aan de grens met België het plaatsje Sint Jansteen.
Ten westen van Terneuzen was oorspronkelijk veel water. De Braakman, een zeearm die pas in de jaren vijftig werd afgedamd, is hier een rest van. Ook het westen van de streek heeft een bewogen geschiedenis. Breskens heet niet voor niets de Bresjes; er waren daar ooit vele eilandjes. Het Zwin, dat nu niet meer dan een slufter is die de doorwaadbare landsgrens vormt, was ooit een fikse zeearm die Brugge via Damme met de Noordzee verbond. Sluis ligt een aardig stuk landinwaarts, maar de Slag bij Sluis (1603) was een heuse zeeslag in de haventoegang van Sluis.
Het arsenaal in Terneuzen heeft nog een functie en op de grens tussen Cadzand en Knokke ligt het plaatsje Retranchement met zijn fortificaties uit de vroege 17e eeuw.
Van 1795 tot 1814 was het huidige Zeeuws-Vlaanderen een onderdeel van Frankrijk. Het maakte deel uit van het Scheldedepartement (provincie Oost-Vlaanderen). Voor juli 1814 hoorde het enige maanden bij de nieuwgevormde provincie (Noord-)Brabant. Op 20 juli 1814 bepaalde soeverein vorst Willem I (zie Staatsblad 83) de vereniging van Staats-Vlaanderen, onder de nieuwe naam Zeeuws-Vlaanderen met Zeeland. Staats-Vlaanderen heette vanaf die datum Zeeuws-Vlaanderen. Tijdens het Franse bewind en het Verenigd Koninkrijk hoorde Zeeuws-Vlaanderen kerkelijk bij het bisdom Gent.
Toen in 1830 België onafhankelijk werd van Nederland, hebben Franse en Belgische militairen onder Ernest Grégoire en Louis-Adolphe de Pontécoulant geprobeerd om Zeeuws-Vlaanderen te veroveren. De inname van Zeeuws-Vlaanderen was strategisch interessant om een nieuwe blokkering van de Scheldemonding te voorkomen. Bij de katholieke delen van Zeeuws-Vlaanderen kreeg de opstand ook weerklank. Omdat er in West-Zeeuws-Vlaanderen, o.a. Biervliet en Oostburg, orangisten onder leiding van kolonel Ledel weerstand boden, is dit niet gelukt. Bij de wapenstilstand in november 1830 werden de provinciegrenzen als scheidslijn gebruikt, daarna was alleen nog Hulst in handen van de Belgen, tot 11 januari 1831. Hulst werd door de Belgische regering toebedeeld aan het arrondissement Dendermonde (provincie Oost-Vlaanderen).
De Belgische koning Leopold II had in de jaren 1850 plannen om onder andere Zeeuws-Vlaanderen te annexeren, maar deze zijn nooit ten uitvoer gebracht.
Ook na de Eerste Wereldoorlog ontstonden in België annexatieplannen ter compensatie van de geleden oorlogsschade en omdat de Nederlanders zich niet neutraal zouden hebben gedragen in de Eerste Wereldoorlog. Ze zouden hebben gecollaboreerd met de Duitsers. In reactie hierop ontstond het Zeeuws-Vlaams volkslied; Zeeuws-Vlaanderen wilde Zeeuws en Nederlands blijven.
Een hernieuwd soort zelfbewustzijn kreeg de streek in 1958, door de protestacties tot behoud van de vrije veren onder leiding van de veehandelaar Honoré Colsen uit Sluiskil. De drie Zeeuws-Vlaamse gemeenten presenteerden op 5 januari 2009 tijdens hun nieuwjaarsrecepties een officiële vlag van Zeeuws-Vlaanderen.

## Vervoer
Het gebied was tot 14 maart 2003 vanuit de rest van Nederland (en Zeeland) uitsluitend via veerdiensten van de Provinciale Stoombootdiensten in Zeeland over water bereikbaar, of men moest "omrijden" via Antwerpen. Op die datum in 2003 ging de Westerscheldetunnel open, die nu de voornaamste verbinding met overig Zeeland vormt; de veerdienst Kruiningen-Perkpolder werd opgeheven, de dienst Vlissingen-Breskens bleef varen maar alleen nog voor fietsers en voetgangers en na ruim een jaar werd het autoveer vervangen door een fiets- en voetveer.
Sinds 1952 rijden er geen reizigerstreinen meer in Zeeuws-Vlaanderen. Er rijden nu alleen goederentreinen op de lijn Terneuzen – Gent met aftakking naar Axelse Vlakte.
Het huidig openbaar vervoer in Zeeuws-Vlaanderen wordt gevormd door een netwerk van buslijnen. Er zijn busverbindingen met Roosendaal, Sint-Niklaas, Zelzate en Brugge. Via de Westerscheldetunnel zijn er twee lijnen, naar Middelburg en Goes. Een aantal bussen uit Middelburg rijdt na Terneuzen door naar Gent, maar de frequentie is afhankelijk van het seizoen.
Veel buslijnen tussen de dorpen zijn opgeheven, en vervangen door kleine busjes, die worden bemand met vrijwilligers. Vanwege de lage frequentie - eens in het uur, geen vervoer 's avonds en in het weekend, is er wel een beltaxi beschikbaar. Om daarvan gebruik te kunnen maken, moet de rit ten minste twee uur van tevoren worden besteld.

### Spoorwegen
Zeeuws-Vlaanderen kreeg zijn eerste spoorverbinding in 1869 toen de spoorlijn 55 Gent - Terneuzen op Nederlands grondgebied in gebruik werd genomen. 
De spoorlijn 54 Mechelen - Terneuzen werd in 1871 op Nederlands grondgebied in gebruik genomen. Daarmee had Terneuzen dus twee spoorverbindingen met België.
Het reizigersvervoer op Nederlands grondgebied tussen Terneuzen en Zelzate eindigde in 1939, tussen Terneuzen en Hulst in 1951, en ten slotte tussen Hulst en Sint-Niklaas in 1952. De spoorlijnen bleven in gebruik voor goederenverkeer. De lijn Axel aansluiting – Hulst – De Klinge (grens met België) werd gesloten in 1968. Het spoor bleef nog lange tijd liggen, maar werd opgebroken in 1984. Ten oosten van Hulst ligt er een fietspad op de voormalige spoorlijn; tussen Hulst en Axelse Vlakte is de lijn bijna niet meer herkenbaar door de velden. Het lijngedeelte tussen Terneuzen en Axel aansluiting in nog in gebruik voor goederenverkeer.
De spoorlijn Terneuzen – Sas van Gent kruiste het kanaal Gent-Terneuzen oorspronkelijk met een draaibrug bij Sluiskil. In 1969 werd deze vervangen door de grotere Sluiskilbrug ten noorden van Sluiskil.
De spoorlijn Terneuzen – Sas van Gent – Zelzate – Gent wordt nog intensief gebruikt voor goederenverkeer vanaf de havens bij Terneuzen en de bedrijven aldaar naar België. De goederentreinen worden gebruikt om bijvoorbeeld Dow Chemicals in Terneuzen, en andere grote industrie in Zeeuws-Vlaanderen te bevoorraden.

### Tramlijnen
Tussen 1887 en 1949 heeft Zeeuws-Vlaanderen een netwerk van stoomtramlijnen gehad. De eerste lijn was de tramlijn Breskens - Maldegem van de Stoomtram-Maatschappij Breskens - Maldeghem. Deze exploiteerde tramlijnen ten westen van Breskens en Schoondijke. De Zeeuwsch-Vlaamsche Tramweg-Maatschappij had vanaf 1911 tramlijnen ten oosten hiervan. Hierin waren opgenomen de eerder aangelegde lijnen van de IJzendijksche Stoomtramweg Maatschappij (1891) en de Stoomtram Hulst-Walsoorden (1902). Tussen 1914 en 1928 ontstond een samenhangend net tussen Sluis in het westen en Hulst in het oosten.
Op de meeste tramlijnen eindigde het reizigersverkeer in 1948. Een jaar later, in 1949, werd ook op de meeste lijnen het goederenverkeer beëindigd en werden de trambanen opgebroken.
Vanaf 1918 tot 1948 was er een tramverbinding van Sas van Gent naar Philippine, Hoek en Terneuzen. In Hoek, Sas van Gent en Terneuzen zijn er nog altijd tramstraten te vinden. Vlak bij Philippine is er waar de Kanaalpolderweg aanluit op de Vergaertdijk een schotbalkenhuisje, op de plek waar vroeger de tram zijn weg vervolgde richting Hoek. Die balken waren nodig om bij hoogwater de Vergaertpolder te beschermen.

### Buslijnen
.

### Veerdienst
- Westerschelde Ferry vanuit Breskens naar Vlissingen.

## Economie

### Landbouw
De landbouw in Zeeuws-Vlaanderen, traditioneel gedomineerd door de teelt van aardappelen, uien en suikerbieten, heeft in de 21e eeuw te lijden onder de droogte. Bevloeiing is lastig, omdat het slootwater te brak is.

### Industrie in Zeeuws-Vlaanderen
Langs het kanaal Gent-Terneuzen liggen overal grote industrieterreinen met vele chemische bedrijven tot aan Gent toe. Met onder andere: Dow Chemical (Terneuzen), Yara Sluiskil, Broomchemie, Zuid-Chemie, Cargill Sas van Gent en vele anderen.
De chemische productieprocessen zijn veelal verouderd en gebaseerd op productie-systemen van decennia geleden. Dat alles heeft ook een negatieve invloed op de luchtkwaliteit van dit gebied. Daarnaast ligt het vlak bij nog vele andere industrie-concentraties: Vlissingen, Gent, Brugge en Antwerpen. In Zeeuws-Vlaanderen zijn de oude cokes-fabrieken nu gesloten, maar vlak bij in België zijn die er nog, om de hoogovens daar van cokes te voorzien.
Het gebied ligt dicht bij de Noordzee, maar met oostenwind kan de vervuilde lucht uit het Ruhrgebied ook Zeeuws-Vlaanderen bereiken.

## Het Zeeuws-Vlaams volkslied
Het Zeeuws-Vlaams volkslied is geschreven in 1917 door ds. Jacob Pattist en J. Vreeken. De muziek is van A. Lijssen.
Het lied is net als het Zeeuws volkslied een reactie op de Belgische annexatieplannen naar aanleiding van de Eerste Wereldoorlog. Nederland was daarin neutraal gebleven. Toen Nederland aan het einde van die oorlog vluchtende Duitse troepen toestemming gaf om over Nederlands grondgebied snel Duitsland te bereiken en Nederland vervolgens ook nog asiel verleende aan de vluchtende Duitse keizer Wilhelm II, waardoor hij niet vervolgd kon worden voor de oorlogsmisdaden begaan tijdens WO I, was voor België de maat vol. België vond dat Nederland zich eerder pro-Duits had opgesteld en eiste daarom Zeeuws-Vlaanderen en Limburg op. In Zeeland werd fel op de Belgische eisen gereageerd. In Zeeuws-Vlaanderen werd een strijdlied geschreven dat de band tussen het 'landje apart' en Nederland benadrukte. Later groeide het lied uit tot het Zeeuws-Vlaams volkslied.
De bekendste strofe is het refrein: Van d'Ee tot Hontenisse, van Hulst tot aan Cadzand, / Dat is ons eigen landje, maar deel van Nederland.

## Kernen
Aardenburg - Absdale - Axel - Axelsche Sassing - Biervliet - Biezen - Boerenhol - Breskens - Cadzand - Clinge - Draaibrug - Drie Hoefijzers - Driewegen - Eede - Emmadorp - Graauw - Griete - Groede - Heikant - Heille - Hengstdijk - Hoek - Hoofdplaat - Hulst - IJzendijke - 't Jagertje - Kapellebrug - Kijkuit - Koewacht - Kloosterzande - Kijkuit - Kreverhille - Kruisdijk - Kruispolderhaven - Kuitaart - Lamswaarde - Luntershoek - Nieuw Namen - Nieuwvliet - Nummer Een - Magrette - Mauritsfort - Oostburg - Ossenisse - Othene - Overslag - Paal - Prosperdorp - Pyramide - Perkpolder - Philippine - Retranchement - Reuzenhoek - Sas van Gent - Sasput - Schapenbout - Schoondijke- Schuddebeurs - Sint Anna ter Muiden - Sint Jansteen - Sint Kruis - Slijkplaat - Sluis - Sluiskil - Spui - Terhole - Turkeye - Terneuzen - Val - Vogelwaarde - Walsoorden - Waterlandkerkje - Westdorpe - Zaamslag - Zaamslagveer - Zandberg - Zandstraat - Zuiddorpe - Zuidzande

## Bekende Zeeuws-Vlamingen

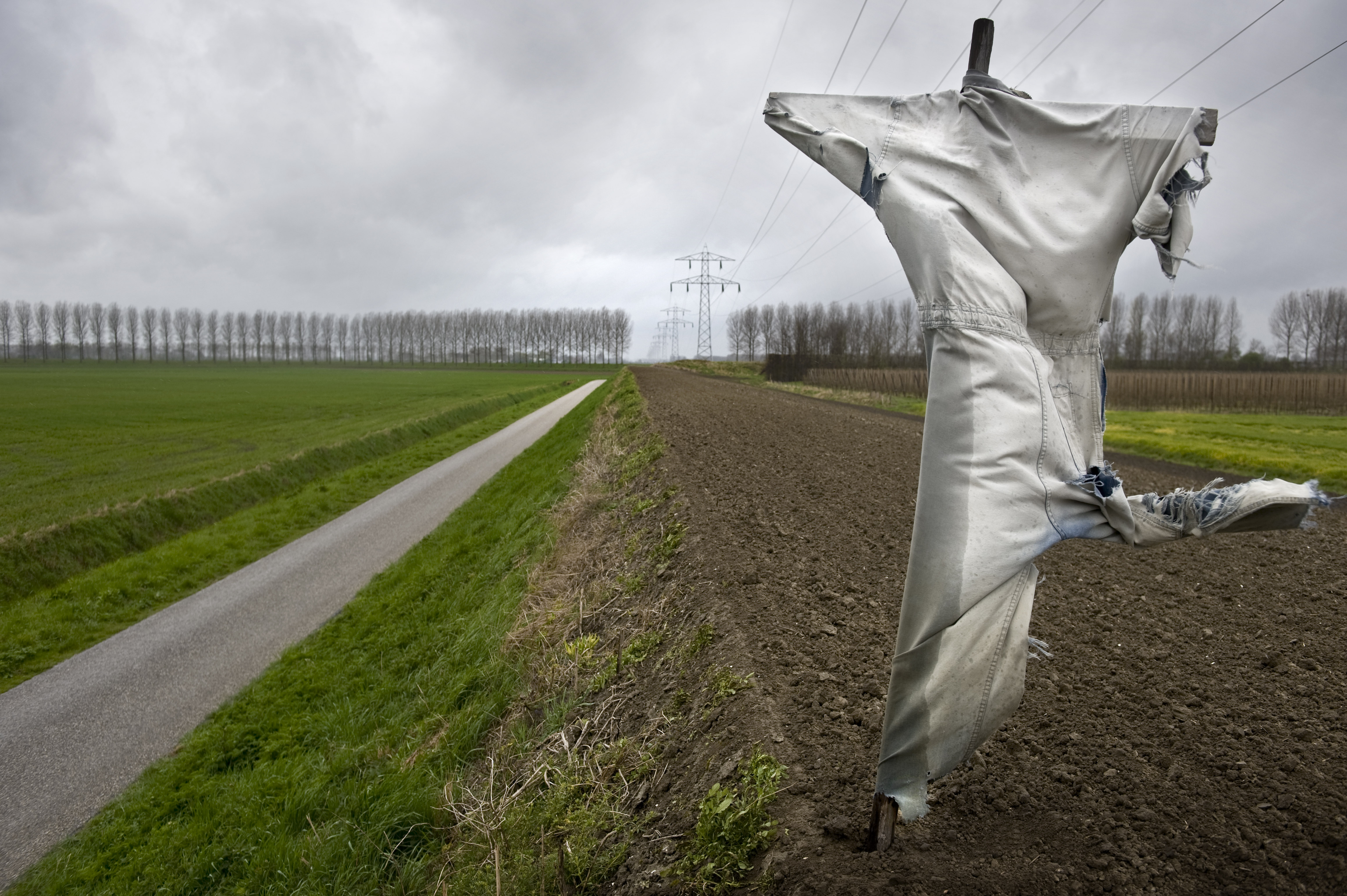
Zeeuws-Vlaanderen, de polder bij Philippine (vogelschrik in een pas ingezaaid veld)

- Lodewijk van den Berg, ruimtevaarder
- Willem Beukelszoon, uitvinder van het haringkaken
- Jean Paul de Bruijn, biljarter
- Richard Bukacki, wielrenner
- Emile Buysse, schrijver
- Honoré Colsen, politicus
- Johan Hendrik van Dale, lexicograaf - opsteller van het naar hem genoemd woordenboek
- Dick Dees, politicus
- Jan Gerard van Deinse, politicus
- Frans Dieleman, geograaf
- Tonnie Dieleman (Broeder Dieleman), muzikant
- Leen van Duivendijk, schilder
- Mathilde de Doelder, muze van Carel Willink
- Jan Eekhout, schrijver
- Thea Fierens, politica
- Omer Gielliet, houtsnijder en priester
- Brian van Goethem, wielrenner
- Jacques Hamelink, schrijver en dichter
- Willem van Hanegem, voetballer en voetbaltrainer
- Sergio Herman, chef-kok
- Cornelius Jansenius, bisschop
- Ate de Jong, regisseur
- Annabel Kosten, zwemster
- Jan Kuipers, schrijver
- Martin Martens, schaker
- Gert de Meijer, musicus
- José de Meijer, politicus
- Guido Metsers, beeldhouwer en kunstschilder
- Hugo Metsers II, acteur
- Theo Middelkamp, wielrenner
- Jacques de Milliano, arts en medeoprichter en voorzitter van Artsen zonder Grenzen in Nederland
- Marie-Cécile Moerdijk, zangeres en schrijfster
- Frans Mostaert, schilder
- Jos de Mul, hoogleraar filosofie
- Roelof Nelissen, politicus en bankier
- Pieter Paulus, 1753 - 1796, jurist en grondlegger van de Nederlandse democratie en staatkundige eenheid
- Jos de Putter, regisseur, kunstenaar
- George van Renesse, pianist en dirigent
- Jan III van Renesse, veldheer en aanvoerder van de Vlaamse troepen tijdens de Guldensporenslag
- Sandra Roelofs, voormalig first lady van Georgië (als echtgenote van president Micheil Saakasjvili)
- Franciscus Maria Amandus van Schaeck Mathon, katholiek bestuurder
- Kees Torn, cabaretier
- Ad Verbrugge, filosoof
- Annelies Verstand, politica
- Cornelis de Vos, schilder
- Hans Wijers, bestuursvoorzitter Akzo Nobel 2003-2012, minister van Economische Zaken 1994-1998
- Herman Wijffels, Nederlands bewindvoerder van de Wereldbank in Washington